# Jakob Maria Mierscheid
Jakob Maria Mierscheid ist eine fiktive Kunstfigur, die einen deutschen Politiker darstellt. Als solche gehört Mierscheid der Sozialdemokratischen Partei Deutschlands an, ist seit 1979 Mitglied des Deutschen Bundestages und findet dort auch entsprechenden Niederschlag.

## Die fiktive Figur Mierscheid
Mierscheid, seiner Biografie nach geboren am 1. März 1933 in Morbach im Hunsrück, ist der Archetyp des Hinterbänklers. Er findet sich in zahlreichen Personenverzeichnissen, aber auch in manchen offiziellen Veröffentlichungen des Deutschen Bundestages wieder. Dem Bundestag gehört er seit dem 11. Dezember 1979 an. Eines der Bilder, die Mierscheid porträtieren, unterscheidet sich von dem Karl Ranseiers nur durch eine aufgemalte Brille. Später wurden weitere Bilder veröffentlicht. Eine erste parlamentarische Erwähnung findet er im Stenographischen Bericht der 215. Sitzung der 8. Wahlperiode des Deutschen Bundestages. Bilder Mierscheids ließen sich auf der Internetseite des Bundestages finden, sind aber heute (Stand: 2022) nicht mehr abrufbar.
Die Website des Bundestages bot eine Selbstbeschreibung Mierscheids zum Herunterladen an, in der es hieß:

„Ich bin weder eine Erfindung, noch ein Patent, ich bin die Lösung. […] Wie der Verfassungsjurist Friedrich Nagelmann und der Berufsdiplomat Edmund F. Dräcker, meine Kollegen bei der Judikative und bei der Exekutive, mit denen ich gern zusammenarbeite, gehöre ich zu den Säulen unseres Staatswesens.“

Auch Nagelmann und Dräcker sind fiktive Personen. Kollege des Herrn Mierscheid ist ferner Karl Laupach (Bremische Bürgerschaft).
Mierscheids Vita wurde erstmals offiziell im Who is Who in Germany 1986 dokumentiert. Darin wird seine Geburt auf den 1. März 1933 in Morbach/Hunsrück datiert. Mierscheid ist römisch-katholisch, verheiratet seit 1957 mit Helene Inding und Vater von vier Kindern; er ist Mitglied der SPD, der Gewerkschaft Landwirtschaft und Forsten und des Kleintierzüchtervereins Morbach. 1981 und 1982 war er stellvertretender Vorsitzender des Mittelstandsausschusses des Deutschen Bundestages.
Die Schwerpunkte seiner politischen Arbeit sind neben allgemeinen Sozialfragen und Problemen der Berufsausbildung vor allem die Aufzucht und Pflege der geringelten Haubentaube in Mitteleuropa und anderswo sowie Untersuchungen des Nord-Süd-Gefälles in Deutschland. Eine seiner jüngsten Aktivitäten ist seine Schrift Über die Ruderboote, in der er sich kritisch mit den Eigenschaften der Ruder-Achter im Berliner Jakob-Kaiser-Haus auseinandersetzt. Eine der Veröffentlichungen Mierscheids ist ein Beitrag zum 3. Höchster Steinlaus-Symposium, XII (3), Frankfurt am Main, aus dem Jahre 1993.

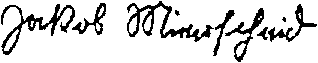
Fiktive Unterschrift von Jakob Maria Mierscheid

Mierscheid zeichnet sich zudem dadurch aus, dass er zu den wenigen politischen Mandatsträgern gehört, die noch die Sütterlinschrift beherrschen und – erkennbar an seiner Unterschrift – auch anwenden.
Der fiktive Abgeordnete erhielt vom damaligen SPD-Fraktionschef Franz Müntefering eine Abmahnung, nachdem er Ulla Schmidt als Unwort des Jahres vorgeschlagen hatte.
Über Mierscheids Privatleben besteht nicht viel Klarheit, in einem Zeitungstext jedoch wird er, inzwischen verwitwet, wieder als vierfacher Vater ausgegeben. Sein umfangreiches politisches Wirken hingegen wurde 1986 von dem Bonner Journalisten Peter Raabe in einem Sammelwerk ausführlich dokumentiert, das unter dem Titel Akte Mierscheid in der Bonner Parlamentarischen Gesellschaft der Öffentlichkeit vorgestellt wurde.
Am 11. Dezember 2004 konnte Mierscheid sein 25-jähriges Jubiläum als Abgeordneter feiern.
Laut Informationen der Tagesschau trat Mierscheid im Juli 2005 überraschend aus der SPD aus. Er strebe eine zweite Karriere in dem geplanten Linksbündnis aus Linkspartei.PDS und WASG an. Kurz nach ihrer Veröffentlichung ließ Mierscheid diese Meldung allerdings durch die SPD-Fraktion wieder dementieren. Persönlich nahm er in einem Interview bei Spiegel Online Stellung. Am 1. April 2010 wurde Mierscheid ebenso von der Piratenpartei fälschlicherweise für sich in Anspruch genommen.
In der 16. Wahlperiode des Bundestages war Mierscheid zunächst nicht in den Reihen der Abgeordneten zu finden. Mittlerweile steht der Nachrücker aber wieder in der Liste der MdB. Mierscheid erläuterte dies in einem offenen Brief. Offensichtlich hat sich der stets sorgfältige und bedächtige Mierscheid vorbehalten, erst jenseits des Feststehens des amtlichen Endergebnisses auf der Bundestagsseite aufgeführt zu werden. Das ist seiner Integrität und Glaubwürdigkeit nur zuträglich. Kurioserweise tauchte anstelle Mierscheids ein echter Abgeordneter namens Miersch auf. Daraufhin wurde die Frage gestellt, ob Mierscheid seinen Eid abgelegt hätte. Im 17. Bundestag war Mierscheid ebenfalls vertreten. Er wandte sich bereits an die neuen Fraktionskollegen und zitierte dabei unter anderem aus dem Gedicht Ulysses von Lord Tennyson.
Seit Juli 2007 sind die Nebeneinkünfte aller Politiker des Bundestages öffentlich einsehbar. Mierscheid wird in dieser Liste nicht aufgeführt. Sein Kommentar dazu: Ich bin halt kein Angeber. Dennoch ist er inzwischen als Blogger sowie bei Twitter und Facebook aktiv.
Am Vorabend seines 80. Geburtstags am Donnerstag, dem 28. Februar 2013, schickte der Südwestrundfunk im Politikmagazin zur Sache Rheinland-Pfalz! Reporter Ansgar Zender auf die Suche nach Mierscheid, um ihm zu gratulieren und einen Blumenstrauß zu überreichen.
Am 1. März 2013 gratulierte Bundestagspräsident Norbert Lammert unter großem Beifall und Gelächter zu Beginn der Plenarsitzung im Namen des ganzen Hauses zum 80. Geburtstag von Mierscheid. Er betonte, dass es sich um einen geschätzten und gelegentlich verzweifelt gesuchten Kollegen handle, der sich für die aktuelle Sitzung aus zwingenden Gründen entschuldigt habe.
Peter Struck sagte: „So einer wie Mierscheid wird gebraucht […] Im politischen Alltag sind wir pragmatisch orientiert, es geht um Problembehandlung. Dass jemand da ist, der das hinterfragt, ist nötig.“ Friedhelm Wollner meinte: „Viele von uns haben sich auch ein bisschen hinter ihm versteckt. Oft wenn was Politisches gesagt wurde, hat man es besser gewusst, aber man wollte dann den Frieden nicht stören oder wollte nicht gegen die öffentliche Meinung angehen.“
Am 9. Dezember 2015 veröffentlichte die SPD-Bundestagsfraktion das angeblich von Mierscheid stammende Gedicht Von Toren, das durch einen satirischen Vergleich mit dem deutschen Fußball-Nationaltorwart Manuel Neuer den bayerischen Ministerpräsidenten Horst Seehofer und dessen Asylpolitik kritisiert.
Mit Datum vom 22. Februar 2017 ist auf der Bundestagsseite Mierscheids eine aktuelle Mitteilung unter dem Titel Es sieht gut aus veröffentlicht worden, die anhand des Mierscheid-Gesetzes der SPD ein gutes Abschneiden bei der Bundestagswahl 2017 prognostiziert.
Zu Beginn der 40. Sitzung des Gesundheitsausschusses des 19. Deutschen Bundestages gratulierte der Ausschussvorsitzende Erwin Rüddel (CDU) Mierscheid nachträglich zu seinem 86. Geburtstag. Im 40. Jahr seiner Parlamentszugehörigkeit habe ihm Mierscheid seine besondere Verbundenheit mit der Gesundheits- und Pflegepolitik ausrichten lassen. Für die 20. Legislaturperiode des Deutschen Bundestages strebe er dann doch die ordentliche Mitgliedschaft im Gesundheitsausschuss an.
Nach der Bundestagswahl 2021 wurde bekannt, dass Mierscheid auch Mitglied des 20. Deutschen Bundestags sein wird.
Zahlreiche Prominenz ließ es sich nicht nehmen, Mierscheids 90. Geburtstag mit einem Festakt im Rathaus von Morbach am 1. März 2023 zu zelebrieren. Mierscheid selbst war wegen dringender Gespräche verhindert, die er in Brüssel im Hinblick auf seine Initiative zum europäischen Zeugungsverweigerungsgesetz führen musste.

## Hintergrund
Mierscheid wurde im Dezember 1979 von den beiden SPD-Bundestagsabgeordneten Peter Würtz und Karl Haehser erschaffen. Bei einem Aufenthalt im Restaurant des Bonner Bundeshauses erfanden sie den fiktiven Politiker, um den zuvor gestorbenen ehemaligen SPD-Abgeordneten und Staatsrechtler Carlo Schmid zu ehren und ihm einen Nachfolger zu erschaffen. Damit verfolgten sie die Absicht, „die Abgeordneten von Zeit zu Zeit an das wahre Leben zu erinnern, was durchaus auch mal lustig sein darf“.
Zunächst wurde Mierscheid als 44-jähriger Schneider dargestellt (demnach war er anfangs Jahrgang 1935). Andere SPD-Politiker beteiligten sich in der Folgezeit an der „Pflege“ des Phantoms: Vom damaligen Staatssekretär im Bundesbauministerium, Dietrich Sperling, wurde Mierscheids bis heute gültiges Geburtsdatum übernommen; Sperling übernahm zudem den Schriftwechsel im Namen des fiktiven Politikers. Diese Rolle übernahm schließlich Friedhelm Wollner, der technische Leiter der SPD-Bundestagsfraktion, der bis heute für die Außendarstellung und angeblichen Äußerungen Mierscheids verantwortlich ist.

## Namensgeber

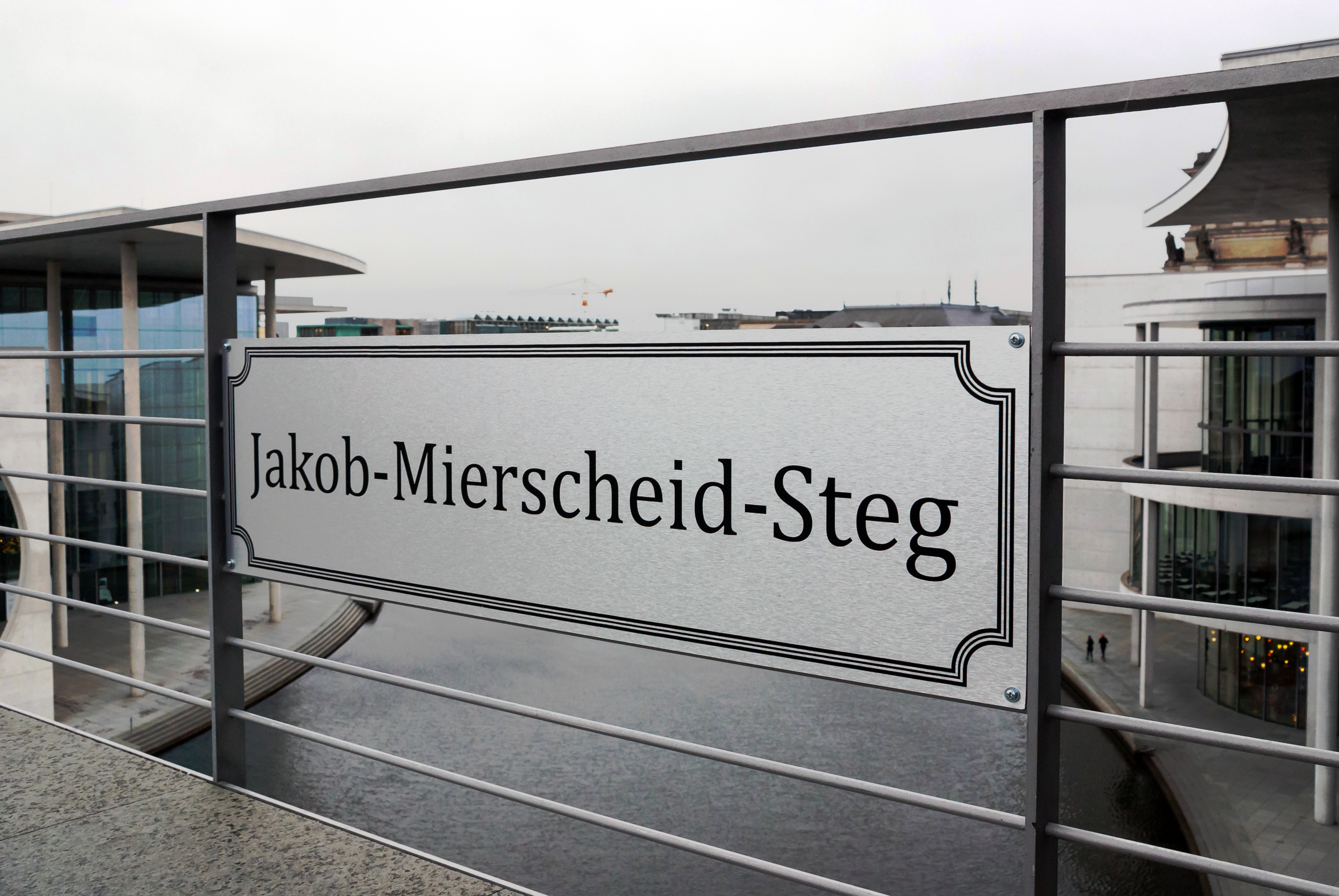
Der Mierscheid-Steg zwischen Marie-Elisabeth-Lüders-Haus und Paul-Löbe-Haus

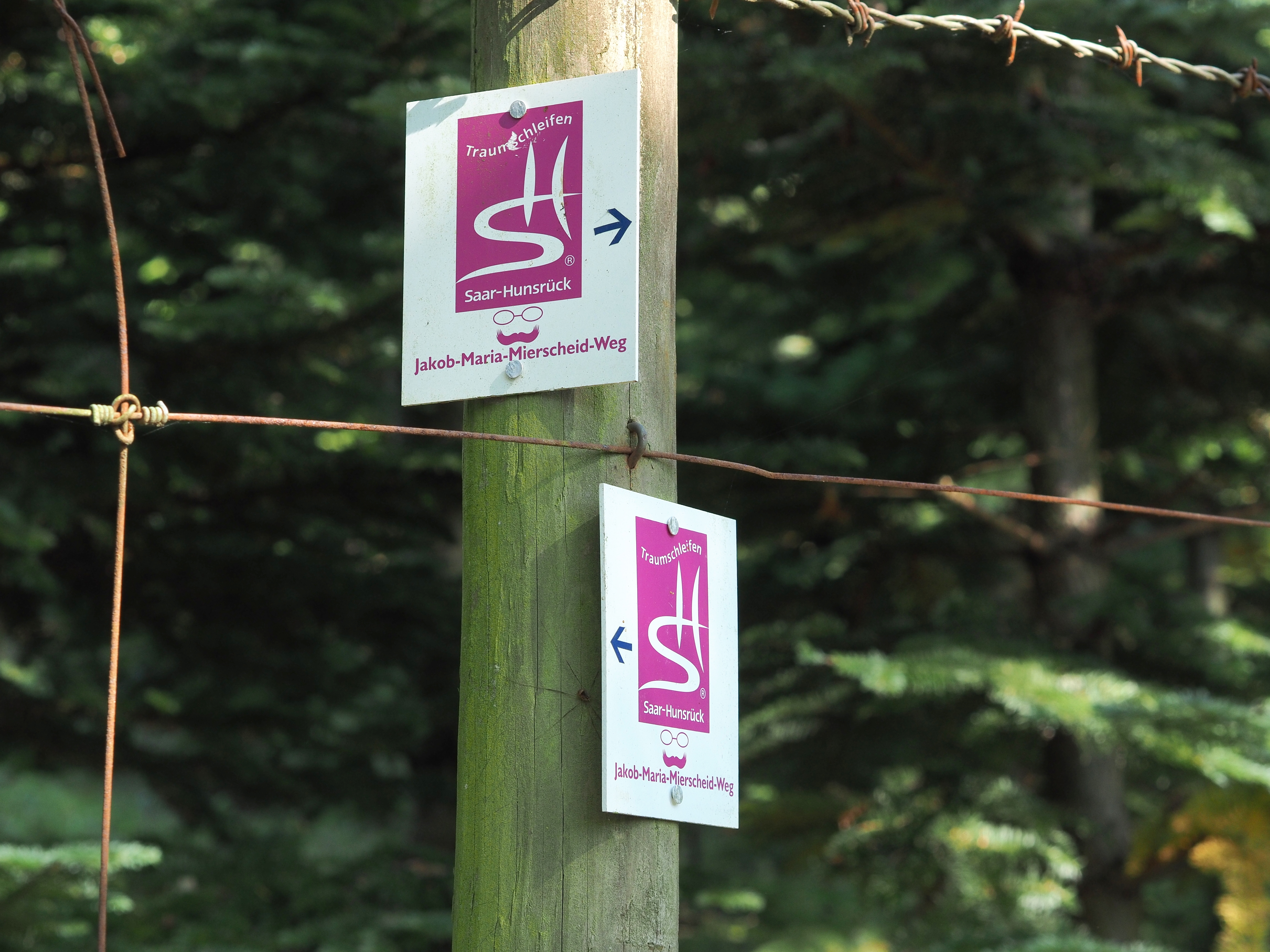
Markierung des Wanderweges mit Brille und Bart, den auffälligen Merkmalen auf einem der wenigen Mierscheid-Porträts

### Mierscheid-Gesetz
Das Mierscheid-Gesetz ist ein satirisches Wahlprognose-Verfahren, das Jakob Maria Mierscheid zugeschrieben wird. Es wurde am 14. Juli 1983 in der SPD-Parteizeitung Vorwärts veröffentlicht. Das spezifische Mierscheid-Gesetz wurde 2006 vom Statistischen Landesamt Baden-Württemberg zum Mierscheid-Walla-Gesetz verallgemeinert.

### Jakob-Mierscheid-Steg
Die Gebäudeverbindungsbrücke, die die Bundestagsgebäude Paul-Löbe-Haus und Marie-Elisabeth-Lüders-Haus über die Spree am Spreebogen verbindet (Lage), wurde scherzhaft am 1. April 2004 nach Mierscheid benannt. MdB Dietrich Sperling (SPD) nahm die Einweihung mit einem Schild dieses Namens als Aprilscherz vor. Die Bezeichnung fand sich 2005 auf einem vom Falk-Verlag vertriebenen Stadtplan Berlins wieder. Am 15. Dezember 2014 benannten die beiden SPD-Abgeordneten Thomas Oppermann und Katarina Barley den oberen Verbindungsweg zwischen den beiden Gebäuden erneut nach Jakob Mierscheid, wohingegen die für die Öffentlichkeit zugängliche untere Verbindungsbrücke über die Spree weiterhin den Namen Marie-Elisabeth-Lüders-Steg trägt.

### Jakob-Maria-Mierscheid-Weg
Zu Mierscheids 80. Geburtstag im Jahr 2013 weihte seine Heimatgemeinde in einem Geburtstagsempfang einen nach ihm benannten Wanderweg ein. Die 11,3 km lange Rundwanderung berührt die Morbacher Gemeindeteile Heinzerath, Elzerath und Gonzerath. Auf 14 Informationstafeln werden unterwegs Aspekte aus Mierscheids Leben und politischem Wirken humorvoll präsentiert sowie das Naturdenkmal Graue Lei besucht, einer der Lieblingsplätze Mierscheids. Der Weg zählt zu den „Traumschleifen“ des Saar-Hunsrück-Steiges.

### Mierscheid (Cafés)
Das heutige Bonner Café Pathos hieß vorher „Mierscheid“ und war ein beliebter Treffpunkt von Bundestagsabgeordneten der SPD. Ein zeitweilig in Berlin bestehendes Café Mierscheid wurde inzwischen geschlossen.